# Kentucky Derby 1911
Kentucky Derby 1911 var den trettiosjunde upplagan av Kentucky Derby. Löpet reds den 3 maj 1911 över 1 1⁄4 miles (2 012 m). Löpet vanns av Meridian som reds av George Archibald och tränades av Albert Ewing.
Förstapriset i löpet var 4 850 dollar. Sju hästar deltog i löpet efter att Jabot, Ramazan och Captain Carmody  strukits innan löpen. Segertiden 2:05.00 var nytt löprekord.

## Resultat
| P | S | Häst            | Jockey           | Tränare             | Ägare                     | Tid     |
| - | - | --------------- | ---------------- | ------------------- | ------------------------- | ------- |
| 1 | 5 | Meridian        | George Archibald | Albert Ewing        | Richard F. Carman Sr.     | 2:05.00 |
| 2 | 7 | Governor Gray   | Roscoe Troxler   | James S. Everman    | R. N. Smith               |         |
| 3 | 1 | Colston         | Jess Conley      | Raleigh Colston     | Raleigh Colston           |         |
| 4 | 2 | Mud Sill        | Ted Koerner      | William H. Fizer    | J. Hal Woodford & Buckner |         |
| 5 | 3 | Jack Denman     | J. Wilson        | George Walker       | Francis J. Pons           |         |
| 6 | 6 | Round the World | Matt McGee       | William G. Yanke    | William G. Yanke          |         |
| 7 | 4 | Col. Hogan      | J. McIntyre      | S. Miller Henderson | Henderson & Hogan         |         |

Segrande uppfödare: Charles L. Harrison; (KY)